# Tara Morice
Tara Morice (Hobart, 23 giugno 1964) è un'attrice e cantante australiana.

## Biografia
Nata ad Hobart, in Tasmania, Tara Morice da bambina ha vissuto anche a Sydney, Alice Springs ed Adelaide. È apparsa in un cortometraggio per la Tasmanian Film Corporation nel 1980, ABC of Unions. Ha conseguito il Bachelor of Arts in Storia australiana e Inglese presso l'Università Nazionale Australiana e si è diplomata al National Institute of Dramatic Art nel 1987.
Ha lavorato molto a teatro in Australia, incluse alcune produzioni per la Sydney Theatre Company, la Bell Shakespeare Company, la Griffin Theatre Company, la Belvoir Theatre Company e l'Ensemble. Ha interpretato Fran in Strictly Ballroom quando è stata premiata come un'opera teatrale nel 1988, ed è stata membro della Compagnia Six Years Old di Baz Luhrmann. È stata nominata miglior attrice non protagonista in un musical per il suo ruolo in Fat Swan agli Helpmann Awards del 2012 e al Victorian Green Room Award per The Venetian Twins nel 1990.
La sua prima apparizione cinematografica è stata quella nel ruolo di Fran nel film del 1992 Ballroom - Gara di ballo , per il quale è stata nominata per un premio BAFTA come miglior attrice protagonista e per un premio dell'Australian Film Institute. Morice ha anche interprato la colonna sonora del film, cantando un duetto di Time After Time con Mark Williams.
Tra i molti film interpretati da Tara Morice vanno sicuramente ricordati Metal Skin (1994), Hotel Sorrento (1995), Moulin Rouge! (2001), Paradiso + Inferno (2006), Razzle Dazzle: A Journey Into Dance (2007), Oranges and Sunshine (2010), Dance Academy - Il ritorno (2017) e Reaching Distance (2018). L'attrice ha però recitato molto anche in televisione in diversi film, miniserie o serie televisive, tra le quali Polizia squadra soccorso, After the Deluge , Salem's Lot, Blue Heelers - Poliziotti con il cuore , Le sorelle McLeod e Home and Away. Il suo ruolo televisivo più importante è forse stato quello di Miss Raine nelle tre stagioni della serie televisiva Dance Academy.
Nel 2008 ha scritto e diretto il documentario My Biggest Fan, sulla sua corrispondenza e amicizia con una bisnonna americana, Mildred Levine, che le scrisse dopo aver visto Ballroom - Gara di ballo. Il film è stato presentato al Fort Lauderdale International Film Festival ed è stato trasmesso dalla rete SBS in Australia nel 2008.
Ha ri-registrato Time After Time per l'album Something For Everybody di Baz Luhrmann e ha cantato in Strictly Ballroom , le colonne sonore di Strictly Ballroom, Razzle Dazzle: A Journey Into Dance e My Biggest Fan.

## Vita privata
Tara Morice ha una figlia, Ondine Morice Pearce, che è stata fotografata (a 11 anni) su My Biggest Fan.

## Riconoscimenti
| Anno | Premio       | Categoria                    | Lavoro                   | Risultato   | Note  |
| ---- | ------------ | ---------------------------- | ------------------------ | ----------- | ----- |
| 1992 | AFI Award    | Miglior attrice protagonista | Ballroom - Gara di ballo | Candidato/a | [ 6 ] |
| 1993 | Premio BAFTA | Miglior attrice protagonista | Ballroom - Gara di ballo | Candidato/a | [ 6 ] |

## Filmografia

### Attrice
- ABC of Unions (1980) Cortometraggio
- Polizia squadra soccorso (Police Rescue), nell'episodio "Mates" (1991)
- Ballroom - Gara di ballo (Strictly Ballroom) (1992)
- Metal Skin (1994)
- Hotel Sorrento (1995)
- Square One (1997)
- Big Sky - serie televisiva, nell'episodio "Blind Spot" (1997)
- Water Rats, nell'episodio "Diminished Responsibility" (1998)
- A Difficult Woman (1998) Miniserie televisiva
- Wildside, nell'episodio 2x11 (1999)
- Dogwoman: Dead Dog Walking (2000) Film televisivo
- Something in the Air (2000) Serie televisiva
- Dogwoman: A Grrrl's Best Friend (2000) Film televisivo
- My Husband My Killer (2001) Film televisivo
- Moulin Rouge! (Moulin Rouge!) (2001)
- Dogwoman: The Legend of Dogwoman (2001) Film televisivo
- Hildegarde (2001)
- Grass Roots (2000-2003) Serie televisiva
- After the Deluge (2003) Film televisivo
- Salem's Lot (Salem's Lot) (2004) Miniserie televisiva
- Loot (2004) Film televisivo
- Blue Heelers - Poliziotti con il cuore (Blue Heelers) (2005) Serie televisiva
- Le sorelle McLeod (McLeod's Daughters), negli episodi "Tempo scaduto" (2005) e "Né carne né pesce" (2005)
- Second Chance (2005) Film televisivo
- Paradiso + Inferno (Candy) (2006)
- Answered by Fire (2006) Film televisivo
- Razzle Dazzle: A Journey Into Dance (2007)
- September (2007)
- Close Distance (2008) Cortometraggio
- Miracle Fish (2009) Cortometraggio
- Oranges and Sunshine (2010)
- Home and Away (Home and Away) (2010) Serie televisiva
- The Elegant Gentleman's Guide to Knife Fighting (2013) Miniserie televisiva
- Whitlam: The Power and the Passion, nell'episodio "Part 2" (2013)
- Dance Academy (Dance Academy) (2010-2013) Serie televisiva
- Like Breathing (2013) Cortometraggio
- 101 Cupcakes (2013) Cortometraggio
- Smithston (2014) Cortometraggio
- Winter (2015) Miniserie televisiva
- Rake, nell'episodio 4x7 (2016)
- Lets See How Fast This Baby Will Go (2016) Cortometraggio
- Dance Academy - Il ritorno (Dance Academy: The Movie) (2017)
- Reaching Distance (2018)
- Carmen (2022)

### Produttrice
- My Biggest Fan (2008) Documentario

### Regista
- My Biggest Fan (2008) Documentario

### Sceneggiatrice
- My Biggest Fan (2008) Documentario

### Doppiatrice
- At the Fork (2013) Cortometraggio uscito in video